# Luigi Vari
Luigi Vari (ur. 2 marca 1957 w Segni) – włoski duchowny katolicki, arcybiskup Gaety od 2016.

## Życiorys
13 września 1980 otrzymał święcenia kapłańskie i został inkardynowany do diecezji Segni (późniejszej diecezji Velletri-Segni). Pracował jako wikariusz w Segni oraz jako proboszcz w Valmontone. Był także m.in. asystentem diecezjalnym Akcji Katolickiej, wykładowcą i dyrektorem instytutu teologicznego w Anagni oraz wikariuszem biskupim ds. duszpasterskich.
21 kwietnia 2016 został mianowany przez papieża Franciszka arcybiskupem Gaety. Sakry udzielił mu 21 czerwca 2016 biskup Vincenzo Apicella.